# Plato's Stepchildren
"Plato's Stepchildren" é o décimo episódio da terceira temporada da série de ficção científica Star Trek, que foi ao ar no dia 22 de novembro de 1968. O episódio foi escrito por Meyer Dolinsky e dirigido por David Alexander. "Plato's Stepchildren" é popularmente citado como o primeiro exemplo de um beijo inter-racial da história da televisão americana (entre Kirk e Uhura).
No enredo, a tripulação da Enterprise encontra humanoides sarcásticos, que não envelhecem e com grandes poderes psíquicos que afirmam que organizaram sua sociedade sob os moldes dos ideais da Grécia Antiga.

## Enredo
Na data estelar 5784.2, a nave estelar USS Enterprise recebe um pedido de socorro que a leva até um planeta que é enriquecido com vários depósitos do raro mineral kironide. O Capitão Kirk, junto com Spock e o Dr. McCoy são transportados para a superfície para investigar.
Lá, eles são recebidos por um amigável anão chamado Alexander. Ele os leva para conhecer o resto de seu povo, que se autodenominam platonianos, em homenagem ao filósofo grego Platão. Os platonianos indicam que eles passaram um período na Terra durante a era dourada da civilização grega, modelando a sua com base nela. Todos os platonianos, com a exceção de Alexander, parecem possuir poderes telecinéticos.
Os platonianos explicam que eles atraíram a Enterprise até o planeta por causa de seu líder, Parmen, que contraiu uma infecção na perna. A febre resultante do ferimento o fez delirar e seus poderes estão incontroláveis. Apesar de seus incríveis poderes, os nativos do planeta parecem sofrer de uma ineficiência do sistema imunológico, significando que eles não conseguem sobreviver mesmo sofrendo pequenos ferimentos.
Depois do Dr. McCoy ter cuidado de Parmen, ele exige que McCoy fique no planeta permanentemente em caso de algo similar ocorrer com ele ao com outra pessoa. Naturalmente, Kirk diz que isso não é possível, então ele é punido pelos poderes dos platonianos. Eles humilham Kirk e Spock enquanto McCoy assiste, os forçando a cantar e dançar. Parmen força Spock a rir e, depois de McCoy tentar fazer algo, chorar. Mais tarde, os platonianos usam seus poderes para forçar a vinda de Uhura e Chapel, com a finalidade de entretenimento.
Parmen força todos a se vestirem como gregos para se apresentarem para os platonianos e McCoy, agora prisioneiro. Spock é forçado a cantar sobre sexo para as mulheres, enquanto Alexander toca uma harpa. Então Parmen junta Spock com Chapel e Kirk com Uhura. Ele os fazem se beijar e, quando a esposa de Parmen fica entediada, ele faz os homens ameaçar as mulheres com armas. Alexander fica nervoso depois assistir a tais humilhações infligidas por seus mestres. Ele tenta atacar Parmen com uma faca, porém Parmen o impede com seus poderes e vira a arma contra o anão.
Entretanto, mais cedo, McCoy conseguiu isolar e identificar o elemento que dá os poderes dos platonianos: o mineral kironide, que é encontrado em abundância na comida e na água do planeta. McCoy consegue injetar uma dose em Kirk e Spock. Como resultado, Kirk usa seu novo poder telecinético para lutar com Parmen pelo controle da faca de Alexander.
A vontade de Kirk prevalece. Os platonianos admitem a derrota e imploram por misericórdia e prometem nunca mais usar seus poderes para humilhar alguém. Kirk avisa que os eventos ocorridos serão reportados a Frota Estelar, e se Parmen faltar com sua palavra, os poderes podem ser recriados por qualquer um para derrotá-los novamente.
Kirk promete enviar especialistas médicos apropriados para o planeta, contanto que os platonianos se comportem bem. Alexander é liberado de seus deveres e parte com a Enterprise para iniciar uma nova vida.

## Produção e recepção
O episódio apresenta um beijo entre o Capitão James T. Kirk e a Tenente Uhura. Ele é frequentemente citado como o primeiro beijo inter-racial intencional da história da televisão americana, porém ocorreu depois de Sammy Davis, Jr. ter rapidamente beijado Nancy Sinatra no programa Movin' With Nancy, em dezembro de 1967.
O episódio mostra o beijo como involuntário, sendo forçado por telecinese, talvez para evitar algum sinal de romance que poderia indignar alguns espectadores sensíveis. Como um crítico de TV colocou, "A mensagem subjacente era, 'Se eu tiver de beijar você para salvar minha nave e tripulação, por Deus, eu vou te beijar'". Também, William Shatner lembra em seu livro Star Trek Memories que a NBC insistiu para os lábios nunca se tocarem; a técnica de virar a cabeça para longe da câmera foi usada para esconder isso. Entretanto, Nichelle Nichols insistiu em sua autobiografia que o beijo foi real, mesmo em tomadas em que suas cabeças obscureciam seus lábios.
Quando os executivos da NBC descobriram sobre o beijo, eles ficaram preocupados que isso iria enfurecer emissoras de TV do Sul conservador. No início da 1968, a NBC já havia manisfestado preocupações similares em uma sequência musical quando Petula Clark tocou o braço de Harry Belafonte, um momento citado como a primeira ocasião de um contato físico direto na televisão americana entre um homem e uma mulher de raças diferentes. Em determinado momento fui sugerido que Spock beijasse Uhura no lugar de Kirk, achando que seria mais aceitável se um alienígena beijasse uma mulher negra, porém Gene Roddenberry insistiu que o beijo deveria ficar como ele foi escrito. Então Roddenberry sugeriu filmar a cena de dois, uma em que ambos se beijassem, e outra que não. Os executivos da NBC concordaram. Já tendo gravado a sequência com o beijo, Shatner e Nichols deliberadamente erraram todas as outras tomadas da segunda versão, forçando a produção continuar até tarde, e ir com a cena do beijo.
Nichols escreve:
| “ | Sabendo que Gene estava determinado em levar ao ar o beijo verdadeiro, Bill me sacudiu e sussurrou ameaçadoramente em seu melhor estilo Kirk de falar, 'EU! NÃO! VOU! BEIJAR! VOCÊ! EU! NÃO! VOU! BEIJAR! VOCÊ!' Foi absolutamente horrível, e estávamos histéricos e absortos. O diretor estava fora de si, e ainda determinado a fazer a tomada sem o beijo. Então fizemos novamente, e pareceu ficar bom. 'Corta! Imprimir! Acabou!'. No dia seguinte quando eles exibiram os copiões, e apesar de eu raramente comparecer, eu não podia perder esse. Todos assistiram enquanto Kirk e Uhura se beijavam e se beijavam e se beijavam. E eu gostaria de deixar isso claro: apesar de Kirk e Uhura terem lutado, eles se beijaram em cada cena. Quando a cena sem o beijo veio, todos piraram. A última tomada, que parecia ter ficado boa no cenário, na verdade tinha Bill descontroladamente cruzando seus olhos. Era tão brega e simplesmente ruim que era inutilizável. A única alternativa era cortar toda a cena, porém era impossível fazer isso sem arruinar o episódio inteiro. Finalmente, os caras no comando disseram: 'Para o inferno com o pessoal do Sul. Vamos com o beijo mesmo'. Eu acho que eles perceberam que seriamos cancelados em alguns meses mesmo. E então o beijo ficou. | ” |

Houve, entretanto, alguns registros de reclamações comentando a cena. Nichelle Nichols observa que "Plato's Stepchildren"', que foi ao ar em novembro de 1968, "recebeu uma enorme resposta. Nós recebemos um dos maiores lotes de cartas dos fãs da história, todos muito positivos, com muitos endereçados a mim de garotas perguntando como me senti ao beijar o Capitão Kirk, e muitos endereçados a ele de caras perguntando o mesmo sobre mim. Interessantemente, todavia, quase ninguém achou o beijo ofensivo", com a exceção de uma única carta levemente negativa de um sulista branco. Nichols também nota que "para mim, o episódio mais memorável da terceira temporada foi 'Plato's Stepchildren'".

## Remasterização
"Plato's Stepchildren" foi remasterizado em 2006 e foi ao ar em 16 de junho de 2007, como parte da remasterização de 40 anos da série original. Foi precedido na semana anterior por "Spock's Brain" e foi sucedido duas semanas depois por "The Omega Glory". Além da remasterização de áudio e vídeo, e das tomadas computadorizadas da Enterprise que são padrão em todas as revisões, mudanças específicas para este episódio incluem:
- O mundo platoniano foi melhorada para parecer mais foto-realista e mais semelhante com a Terra.
- A animação da Enterprise enquanto ela luta contra os poderes de Parmem foi melhorada.
- O tricorder de McCoy recebeu um gráfico mais realista.